# Mahón
Mahón (in catalano e ufficialmente: Maó) è un comune spagnolo di 29125 abitanti situato nella comunità autonoma delle Baleari, sull'isola di Minorca. È il comune più orientale della Spagna.
È un fiordo naturale, uno dei più grandi d'Europa ed è stato storicamente la porta di accesso di numerose civiltà, vista la sua posizione strategica nel centro del Mediterraneo: una fortezza naturale aperta al mare che è stata il rifugio più ambito del Mediterraneo per combattere i venti di tramontana, la furia del mare e soprattutto le incursioni nemiche.
Nel comune di Mahón si trovano l'aeroporto di Minorca e il Consiglio dell'isola di Minorca.

## Storia
I fenici, 3000 anni fa, la denominarono Maghen per definirla come una conchiglia. Uno scudo protettore dalle avversità che trovarono prima di sbarcarci. Anche i cartaginesi furono protagonisti della storia della città, fino al punto che l'origine del suo nome potrebbe derivare dal generale Magone Barca (Magón), fratello di Annibale che si installò sull'isola intorno al 205 a.C.
La città crebbe con il passaggio dei romani che la promossero municipio e, con la presenza musulmana, la capitale fu cambiata in favore di Ciutadella. Gli episodi di invasioni e dominazioni, arrivarono ad un punto drammatico nel 1535, un anno di disgrazia, quando il temuto pirata Barbarossa rase al suolo la città e catturò centinaia di abitanti facendoli schiavi ed esiliandoli nel Nordafrica.
Nonostante i Vandali, la fame ed altre calamità, la città di Mahón iniziò un lento recupero economico ed uno sviluppo urbanistico che la portò ad una crescita considerevole negli anni successivi, fino ad arrivare al suo massimo splendore nel secolo XVIII, quando inglesi, francesi e spagnoli si contesero il controllo della città. Così tanta insistenza per averne il potere fece sì che cambiò per cinque volte di dominazione. Fin dalla prima dominazione inglese nel 1722, la città di Mahón diventò la capitale amministrativa dell'isola. L'attività portuale crebbe, ed il transito di flotte da tutto il mondo si intensificò facendo così fiorire un'importante borghesia. In quell'epoca si costruirono gli edifici più significativi e Mahón cominciò ad acquisire una personalità che ancor oggi è visibile nelle sue strade.

## Monumenti e luoghi d'interesse
I retaggi culturali che hanno lasciato le diverse civiltà che si sono susseguite si possono ancora vedere oggi nelle strade.
Passeggiando per il centro storico, si può riconoscere l'eredità dello stile coloniale del XVIII secolo nel singolare municipio di stile neoclassico con alcuni elementi barocchi, nel rosso della facciata del Principal de Guardia (edificio destinato in origine al corpo di guardia inglese) e in quasi tutti gli edifici religiosi: San Francesco, il Carmine o Santa Maria dove all'interno troviamo un organo monumentale di 3210 tubi e quattro tastiere costruito nel 1810 dai maestri tedeschi Otter e Kirburz, che è tra i migliori di quell'epoca, con il quale si celebrano ancora oggi concerti di musica classica.
Il Teatro Principal è uno dei teatri d'opera più antichi di Spagna, dal quale sono passate le più importanti figure internazionali del canto. Sono presenti: l'Ateneo Scientifico e Letterario e il Museo de Menorca realizzato in un antico convento francescano dalle linee barocche.
Percorrendo le strade scoscese del centro che portano al porto di Mahón, si ha l'opportunità di incrociare sia edifici moderni (come la casa della famiglia Mir) che edifici signorili (concentrate nella carrer Isabel II). Al porto sono presenti le antiche Distilerias Xoriguer, che producono il gin artigianale e tipico dell'isola.
Dal belvedere della Piazza Miranda si può ammirare buona parte del porto.
Lungo le sue tre miglia di lunghezza vi sono: la Fortalesa Isabel II (la Mola), uno dei migliori esempi dell'architettura militare della fine del XIX secolo, l'Illa del Rei (l'Isola del Re), l'Illa del Llatzaret (l'Isola del Lazzaretto), dove si trovano le rovine di un antico ospedale militare, ville coloniali come la Golden Farm che domina la baia e che, secondo quanto racconta una leggenda, fu lo scenario della storia d'amore fra Lord Horatio Nelson e Lady Hamilton durante la dominazione britannica dell'isola.

## Dintorni
Sotto l'ajuntament di Mahón ci sono tre, delle tante presenti sull'isola,  spiagge.
- Cala Mesquida: la spiaggia è di sabbia e rimane incorniciata da una rocca alta 68 metri, Es Pa Gros, e da un'imponente torre di difesa costruita dai britannici verso la fine del XVIII secolo in seguito allo sbarco di truppe francesi nel 1781. Dietro la rocca, compare una seconda caletta, meno frequentata per le ridotte dimensioni della spiaggia, che si chiama Sa Raconada Vella.
- Es Grau: è una spiaggia con un fondale che rimane basso per diversi metri d'acqua protetta dalle casette di un antico porticciolo di pescatori, che con il tempo si è evoluto e trasformato in un paesino turistico. Dallo stesso porto si può accedere in barca alla vicina isola d'en Colom dove sono presenti due spiaggette. Una particolarità di quest'isola è il rifugio di una sottospecie endemica di lucertole.
- Presili e Tortuga: sono due spiagge comprese nell'area protetta del Parc Natural de S'Albufera. Dietro la Tortuga, vi sono delle dune e una piccola zona umida. Oltrepassando la Tortuga, verso sud e superata la rupe che la separa da Presili, si può arrivare alla cala di Morella Nou.

## Cultura

### Feste
Ogni anno, tra il 6 ed il 9 di settembre, si celebra la festa in onore alla Mare de Déu de Gràcia. Il culmine della festa si svolge tra la seconda e la terza giornata con il tradizionale jaleo, dove i cavalli ed i loro cavalieri vestiti con divise bianche e nere sono i protagonisti. Questo jaleo nasce all'inizio del XIV secolo e consiste nello sfilare per le vie della città tra due ali di folla facendo impennare e saltare, sulle zampe posteriori, i cavalli al ritmo della tipica musica di questa festa.
La bevanda tipica di questa festa è la pomada, un mix di gin minorchino e limonata.

### Cucina
La maionese forse prende il nome da Mahón.